# Unaí EC
Unaí EC is een Braziliaanse voetbalclub uit Unaí, in de staat Minas Gerais. Door de dichtbijheid van de stad bij de Braziliaanse hoofdstad speelt de club niet in het Campeonato Mineiro, maar in het Campeonato Brasiliense. 

## Geschiedenis
De club werd opgericht in 1966 als Unaí EC uit de gemeente Unaí. De club speelde in de lagere reeksen van het Campeonato Mineiro. In 2002 fuseerde de club met stadsrivaal SE Itapuã en werd zo SE Unaí Itapuã. Itapuã speelde in het Campeonato Brasiliense en promoveerde dat jaar naar de hoogste klasse. 
Na een middelmatig eerste seizoen bereikte de club in 2004 de halve finales om de titel. De club speelde gelijk tegen Brasiliense, maar volgens de regel ging dan de club door met het beste resultaat uit de competitie en daar moest de club het afleggen van Brasiliense. De volgende jaren eindigde de club in de middenmoot en degradeerde uiteindelijk in 2008. In 2010 eindigde de club opnieuw op een degradatieplaats, maar werd hiervan gered omdat de tweede klasse uitgebreid werd. In 2011 besloot de club om terug de naam Unaí EC aan te nemen en een jaar later werd de club weer kampioen en promoveerde opnieuw naar de hoogste klasse.
In het eerste seizoen bij de terugkeer eindigde de club op een plaats in de middenmoot. Door financiële problemen en een gebrek aan medewerking bij de stad Unaí kwam de club overeen om te verhuizen naar de naburige gemeente Paracatu. De naam van de club werd nu ook gewijzigd naar Paracatu FC. De club bereikte twee keer op rij de tweede ronde in de competitie, maar werd daar telkens in de kwartfinale uitgeschakeld. 
In september 2019 keerde de club naar Unaí en nam ook weer de oude naam aan.  